# محمد بن حمد الرمحي
محمد بن حمد بن سيف الرمحي سياسي عماني، شغل سابقا منصب وزير النفط والغاز ورئيس مجلس إدارة شركة النفط العمانية. ولد في 20 مايو 1960 في مدينة مسقط في سلطنة عمان.

## وصلات خارجية
- موقع وزارة النفط والغاز العُمانية نسخة محفوظة 20 ديسمبر 2012 at Archive.is